# Niphargus molnari
Niphargus molnari is een vlokreeftensoort uit de familie van de Niphargidae. De wetenschappelijke naam van de soort is voor het eerst geldig gepubliceerd in 1927 door Méhely.